# Gare de La Roche-sur-Yon
Gare de La Roche-sur-Yon vasútállomás Franciaországban, La Roche-sur-Yon településen.

## Vasútvonalak
Az állomást az alábbi vasútvonalak érintik:
- Nantes–Saintes-vasútvonal
- Les Sables-d'Olonne–Tours-vasútvonal
- Nantes-État-La Roche-sur-Yon par Sainte-Pazanne-vasútvonal

## Kapcsolódó állomások
A vasútállomáshoz az alábbi állomások vannak a legközelebb:
- Gare de Belleville
- Gare de la Chaize-le-Vicomte (Gare de Loudun, Les Sables-d'Olonne–Tours-vasútvonal)
- Gare de La Mothe-Achard (Gare des Sables-d'Olonne, Les Sables-d'Olonne–Tours-vasútvonal)
- Gare de Luçon
- Gare des Clouzeaux